# Perieți (Olt)
Perieţi è un comune della Romania di 2 031 abitanti, ubicato nel distretto di Olt, nella regione storica della Muntenia. 
Il comune è formato dall'unione di 3 villaggi: Măgura, Mierleștii de Sus, Perieți.
Nel 2004 si è staccato da Perieţi il villaggio di Bălteni, andato a formare un comune autonomo.